# Verdens bedste håndboldspiller
 Der er for få eller ingen kildehenvisninger i denne artikel, hvilket er et problem. Du kan hjælpe ved at angive troværdige kilder til de påstande, som fremføres i artiklen.

Årets bedste håndboldspiller (IHF Player of the year) er en udmærkelse som blev etableret i 1984, og som tildeles en mandlig og en kvindelig håndboldspiller. Udmærkelsen bliver uddelt af IHF, og vinderne afgøres ved en afstemning i World Handball Magazine og af besøgende på IHF's hjemmeside.
Fem danskere har modtaget prisen: Anja Andersen i 1997, Mikkel Hansen i 2011, 2015 og 2018, Niklas Landin i 2019 og 2021, Sandra Toft i 2021 og Mathias Gidsel i 2023.[kilde mangler]
Ingen kåring af verdens bedste håndboldspillere for 2017, 2020 og 2022. Det international håndboldforbund siger nemlig følgende omkring den beslutning til TV2 Sport:
“Desværre nåede antallet af stemmer, det vil sige den samlede deltagelse, i medieafstemningen og fanafstemningen, ikke tilstrækkeligt højt nok op til at lade disse to afgøre resultatet i sidste ende – i forhold til prisens betydning. Derfor er det blevet besluttet ikke at kåre årets spillere i 2017.” (Dette var for både mænd og kvinder).

## Mænd
| År   | Vinder                 | Land                  |
| ---- | ---------------------- | --------------------- |
| 1987 | Veselin Vujović        | Jugoslavien           |
| 1988 | Kang Jae-Won           | Sydkorea              |
| 1989 | Ingen valgt            | Ingen valgt           |
| 1990 | Magnus Wislander       | Sverige               |
| 1991 | Ingen valgt            | Ingen valgt           |
| 1992 | Ingen valgt            | Ingen valgt           |
| 1993 | Ingen valgt            | Ingen valgt           |
| 1994 | Talant Dujshebaev      | Rusland               |
| 1995 | Jackson Richardson     | Frankrig              |
| 1996 | Talant Dujshebaev      | Spanien               |
| 1997 | Stéphane Stoecklin     | Frankrig              |
| 1998 | Daniel Stephan         | Tyskland              |
| 1999 | Rafael Guijosa         | Spanien               |
| 2000 | Dragan Škrbić          | Serbien og Montenegro |
| 2001 | Yoon Kyung-shin        | Sydkorea              |
| 2002 | Bertrand Gille         | Frankrig              |
| 2003 | Ivano Balić            | Kroatien              |
| 2004 | Henning Fritz          | Tyskland              |
| 2005 | Arpad Šterbik          | Serbien og Montenegro |
| 2006 | Ivano Balić            | Kroatien              |
| 2007 | Nikola Karabatić       | Frankrig              |
| 2008 | Thierry Omeyer         | Frankrig              |
| 2009 | Sławomir Szmal         | Polen                 |
| 2010 | Filip Jícha            | Tjekkiet              |
| 2011 | Mikkel Hansen          | Danmark               |
| 2012 | Daniel Narcisse        | Frankrig              |
| 2013 | Domagoj Duvnjak        | Kroatien              |
| 2014 | Nikola Karabatić       | Frankrig              |
| 2015 | Mikkel Hansen          | Danmark               |
| 2016 | Nikola Karabatić       | Frankrig              |
| 2017 | Ikke tildelt           | Ikke tildelt          |
| 2018 | Mikkel Hansen          | Danmark               |
| 2019 | Niklas Landin Jacobsen | Danmark               |
| 2020 | Ikke tildelt           | Ikke tildelt          |
| 2021 | Niklas Landin Jacobsen | Danmark               |
| 2022 | Ikke tildelt           | Ikke tildelt          |
| 2023 | Mathias Gidsel         | Danmark               |
| 2024 | Mathias Gidsel         | Danmark               |

### Galleri
- Veselin Vujović, 1987
- Kang Jae-won, 1988
- Magnus Wislander, 1990
- Talant Dujshebaev, 1994 og 1996
- Jackson Richardson, 1995
- Stéphane Stoecklin, 1997
- Daniel Stephan, 1998
- Rafael Guijosa, 1999
- Dragan Škrbić, 2000
- Yoon Kyung-shin, 2001
- Bertrand Gille, 2002
- Ivano Balić, 2003 og 2006
- Henning Fritz, 2004
- Arpad Šterbik, 2005
- Nikola Karabatić, 2007, 2014 og 2016
- Thierry Omeyer, 2008
- Sławomir Szmal, 2009
- Filip Jícha, 2010
- Mikkel Hansen, 2011, 2015 og 2018
- Daniel Narcisse, 2012
- Domagoj Duvnjak, 2013
- Niklas Landin, 2019 og 2021
- Mathias Gidsel, 2023 og 2024

## Kvinder
| År   | Vinder                  | Land        |
| ---- | ----------------------- | ----------- |
| 1987 | Svetlana Kitić          | Jugoslavien |
| 1988 | Kim Hyun-Mee            | Sydkorea    |
| 1989 | Ingen valgt             | Ingen valgt |
| 1990 | Jasna Kolar-Merdan      | Østrig      |
| 1991 | Ingen valgt             | Ingen valgt |
| 1992 | Ingen valgt             | Ingen valgt |
| 1993 | Ingen valgt             | Ingen valgt |
| 1994 | Mia Hermansson          | Sverige     |
| 1995 | Erzsébet Kocsis         | Ungarn      |
| 1996 | Lim O-Kyeong            | Sydkorea    |
| 1997 | Anja Andersen           | Danmark     |
| 1998 | Trine Haltvik           | Norge       |
| 1999 | Ausra Fridrikas         | Østrig      |
| 2000 | Bojana Radulović        | Ungarn      |
| 2001 | Cecilie Leganger        | Norge       |
| 2002 | Zhai Chao               | Kina        |
| 2003 | Bojana Radulović        | Ungarn      |
| 2004 | Anita Kulcsár           | Ungarn      |
| 2005 | Anita Görbicz           | Ungarn      |
| 2006 | Nadine Krause           | Tyskland    |
| 2007 | Gro Hammerseng          | Norge       |
| 2008 | Linn-Kristin Riegelhuth | Norge       |
| 2009 | Allison Pineau          | Frankrig    |
| 2010 | Cristina Neagu          | Rumænien    |
| 2011 | Heidi Løke              | Norge       |
| 2012 | Alexandra do Nascimento | Brasilien   |
| 2013 | Andrea Lekić            | Serbien     |
| 2014 | Eduarda Amorim          | Brasilien   |
| 2015 | Cristina Neagu          | Rumænien    |
| 2016 | Cristina Neagu          | Rumænien    |
| 2017 | Ingen valgt             | Ingen valgt |
| 2018 | Cristina Neagu          | Rumænien    |
| 2019 | Stine Bredal Oftedal    | Norge       |
| 2020 | Ingen valgt             | Ingen valgt |
| 2021 | Sandra Toft             | Danmark     |
| 2022 | Ingen valgt             | Ingen valgt |
| 2023 | Henny Reistad           | Norge       |
| 2024 | Henny Reistad           | Norge       |

### Galleri
- Svetlana Kitić, 1987
- Kim Hyun-mee, 1988
- Jasna Kolar-Merdan, 1990
- Mia Hermansson, 1994
- Erzsébet Kocsis, 1995
- Lim O-kyeong, 1996
- Anja Andersen, 1997
- Trine Haltvik, 1998
- Ausra Fridrikas, 1999
- Bojana Radulovics, 2000 et 2003
- Cecilie Leganger, 2001
- Zhai Chao, 2002
- Anita Kulcsár, 2004
- Anita Görbicz, 2005
- Nadine Krause, 2006
- Gro Hammerseng-Edin, 2007
- Linn-Kristin Riegelhuth Koren, 2008
- Allison Pineau, 2009
- Cristina Neagu, 2010, 2015, 2016 og 2018
- Heidi Løke, 2011
- Alexandra do Nascimento, 2012
- Andrea Lekić, 2013
- Eduarda Amorim, 2014
- Stine Bredal Oftedal, 2019
- Sandra Toft, 2021
- Henny Reistad, 2023 og 2024